# Sébastien Rouault
Sébastien Rouault (ur. 24 lutego 1986 w Le Chesnay) – francuski pływak, mistrz Europy, wielokrotny mistrz Francji.
Złoty medalista mistrzostw Europy w Budapeszcie w 2010 roku na dystansie 800 i 1500 m stylem dowolnym oraz srebrny na tym drugim dystansie cztery lata wcześniej.
Startował w igrzyskach olimpijskich w Pekinie, nie odniósł jednak sukcesów zarówno na dystansie 400 m, jak i 1500 m kraulem.
Mistrz Francji w stylu dowolnym na 400 m (2007, 2010), 800 m (2005-2007, 2010), 1500 m (2005-2008, 2010) oraz 400 m stylem zmiennym (2007).

## Osiągnięcia

### Mistrzostwa Europy (basen 50 m)
- 2006 Budapeszt –  (1500 m dowolnym)
- 2010 Budapeszt –  (800 m dowolnym)
- 2010 Budapeszt –  (1500 m dowolnym)

### Mistrzostwa Europy (basen 25 m)
- 2006 Helsinki –  (1500 m dowolnym)